# Carlin di maggio
Carlin di maggio è la questua in celebrazione del cantamaggio nel paese di Marsaglia, nel comune di Corte Brugnatella, in val Trebbia (provincia di Piacenza).
Lo scopo di questa questua era la raccolta delle uova, barattate con i canti bene auguranti che i canterini portavano a tutte le case come annuncio dell'arrivo della bella stagione.
Oggi dove la funzione di augurio di prosperità, legata ad arcaici riti magico-propiziatori della civiltà agricola, viene meno diviene predominante la funzione di consolidamento sociale dei legami all'interno della comunità e della conservazione della tradizione con particolare attenzione al repertorio musical-coreutico. La tradizione è ben viva e vissuta da tutti gli abitanti del paese e frazioni che partecipano e contribuiscono a questo scambio rituale. 

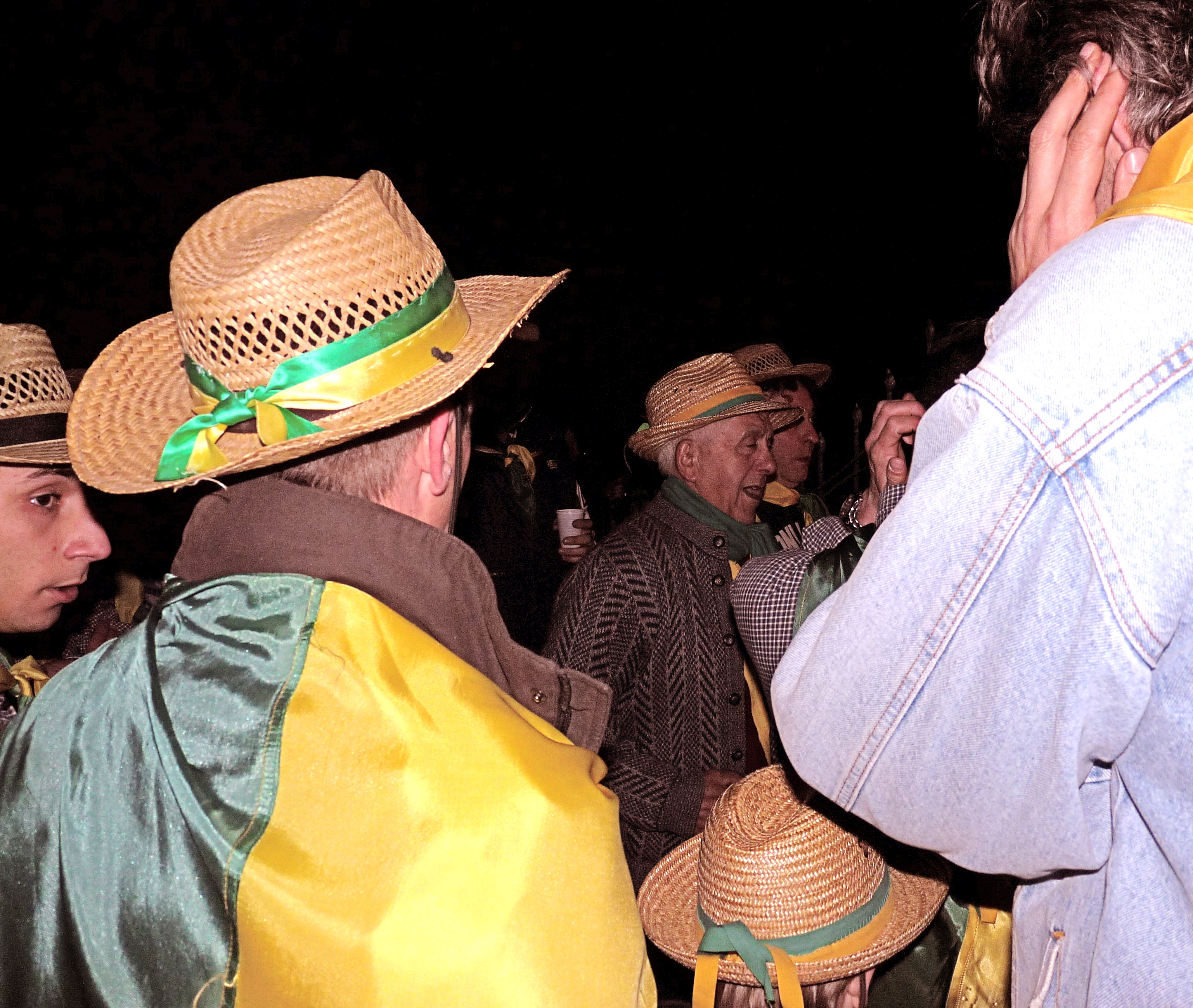
I canterini

## Le uova
L'uovo ha certamente una valenza simbolica, personaggio principe di queste questue primaverili, simboleggia la rinascita: sia la resurrezione di Gesù Cristo, se inserito nei riti pasquali che la rinascita della natura per i cantamaggio laici.
Nei tempi passati per le famiglie contadine e montanare, che non vivevano certo nell'abbondanza, era un bene facilmente disponibile e rinnovabile, una delle poche cose che si poteva facilmente donare ai questuanti. Oltre che mezzo per una scorpacciata collettiva, trasformato in frittate e accompagnato da vino, salumi e dolci raccolti nella questua, l'uovo, nei piccoli paesi, era facilmente convertibile in denaro, il negozio o il fornaio accettava in pagamento uova al posto delle monete, che nelle mani dei contadini passavano raramente, per cui le uova raccolte, se erano molte venivano portate al negozio per avere in cambio altri generi alimentari.

## I canterini
Gli animatori e orchestratori della serata sono i canterini, gruppo di cantori, solitamente tutti uomini,  organizzati come un tipico coro della val Trebbia (coro polivocale maschile dove predomina l'impostazione con linee melodiche ad intervalli di terza) riconoscibili dai fazzoletti al collo e dai cappelli di paglia. Il gruppo è guidato da il capo dei canterini (prima voce) che oltre a dare l'attacco alle strofe è il referente di tutta la manifestazione.

## I musicisti
Non può mancare l'accompagnamento del piffero, che con la fisarmonica e spesso la müsa fornisce la traccia musicale alla manifestazione. I musicisti seguono i canterini suonando brani da strada (come la sestrina) nei trasferimenti da un luogo all'altro; brani da ballo di gruppo (come alessandrina, monferrina, piana) e di coppia (valzer, mazurca, polca a saltini) vengono eseguiti dove un cortile, una piazzetta o la strada concedono lo spazio sufficiente. I musicisti danno modo ai canterini di tirare il fiato, poiché il loro canto viene ripetuto nella nottata un numero di volte equivalente al numero di case.
Il gruppo che tradizionalmente partecipa al carlin di maggio è quello de i Müsetta.

## La festa
Il carlin di maggio comincia la sera e si protrae fino ad esaurimento del giro augurale delle case, che solitamente avviene verso le tre o le quattro della mattina.
La manifestazione parte dallo spiazzo antistante al comune dove il sindaco chiama, nome per nome, le persone che fanno parte dei canterini, si forma il gruppo che intona il carlin di maggio, segue qualche brano dei musicisti e si parte. Apre il corteo il gruppo dei canterini, seguito dai musicisti, dagli abitanti del paese e, in coda, da una camionetta-trattorino per la raccolta dei doni.
I canterini si fermano davanti alle case abitate, se non proprio a tutte, quasi, non tralasciando frazione, rione, slargo dove vi sia dell'ospitalità. La prima cosa, giunti davanti alla porta, è il canto delle strofe bene auguranti, che viene ascoltato in silenzio dai padroni di casa e dal corteo, la seconda il dono: uova, vino, salumi, a volte denaro, che viene raccolto con cestini (cavagne) e poi caricato sul trattorino, poi si brinda e si assaggiano le specialità che i padroni hanno imbandito fuori dall'uscio, seguono canti, anche da osteria, a cui si uniscono tutti i partecipanti e balletti se lo spazio lo consente.
Se una casa, che si sa abitata, non si apre (succede molto raramente) per accogliere il maggio i canterini hanno in repertorio una strofa di malaugurio, che cantano davanti alla casa prima di proseguire nel giro.
Negli spostamenti, quando c'è da percorrere un po' di strada, intervengono i musicisti, con le note acute e potenti del piffero guidano il corteo che, data la partecipazione di quasi tutti gli abitanti e dei foresti che non mancano mai, è decisamente lungo e si snoda tortuoso e un po' alticcio tra piazzette e cortili con un bicchiere in mano.
La festa si conclude alle prime ore del mattino dopo l'esaurimento del giro delle case e della resistenza di cantori e ballerini.

## L'albero
L'albero simbolo del carlin di maggio è il maggiociondolo, con il colore delle foglie e dei suoi fiori gialli dà il tono cromatico alla manifestazione. Giallo e verde sono i colori dei fazzoletti al collo e dei nastri sui cappelli dei canterini e i colori che caratterizzano il trattorino raccogli uova, ornato con frasche di maggiociondolo e ginestrino.

## Il canto
O sentì a tramescà: la padrona la s'ê levà (ritornello) bella vingo maggio...

O sentì a mov a mov: la padrona la pôrta i ov (rit.)

Mtè la scâla al cascinôt, trè sü i ov a vôtt a vôtt (rit.)

Mtè la scâla alla cascina, trè sü i ov alla ventina (rit.)

Maggio giocondo, tu sei il più bel del mondo, maggio di primavera!

Se non volete credere che maggio l'è arrivato affacciatevi al balcone...

I prati verdeggianti per consolar gli amanti, per consolar gli amanti.

Guarda gli uccelli che van per la riviera, maggio di primavera.

Dentro questa casa se gh'ê fiorì la fava ci sta una donna brava,

dentro questo giardino se gh'ê fiorì la rosa ci sta la mia morosa...

La m'â fat vëd ona rôba scüra, a m'â fat truvà pagüra...

Fateci del bene se ne potete fare, non possiamo più cantare: la luna passa i monti.

Tira fora u pisadù, dà da beive ai sunadù (rit.)

In pace vi troviamo, in pace vi lasciamo, vi diam la buona sera e ce ne andiamo via;

campa la ciossa con tutti i pulastrin, crepa la volpe con tutti i suoi vulpin!»

## Discografia
- 2000 - Ori pari Tendachënt—Folkclub-EthnoSuoni
- 2003 - È arrivato il maggio bello...  Prima rassegna gruppi del Cantamaggio di Montereggio (MS) -- Stelevox
- 2008 - E l'è arrivà il mese d'aprile Cori spontanei dell'Appennino piacentino—Soprip